# P550 Flyvefisken
P550 Flyvefisken var det første skib i Flyvefisken-klassen (også benævnt Standard Flex 300) og indgik i flådens tal i 1989. Skibets containeriserede koncept var yderst banebrydende da det blev introduceret, og i mange kredse også ganske kontroversielt, men det har vist sig at være et holdbart koncept, der senere er blevet udbredt til resten af Søværnets skibe. Skibet hørte til i 2. Eskadres division 23 (Minerydningsdivisionen). Den 30. maj 2008 blev skibet overdraget til Lietuvos kariuomenės jūrų pajėgos og fik navnet LKL Žemaitis (P11).
Skibet er det tredje skib i dansk tjeneste, der har benyttet navnet Flyvefisken:
- Flyvefisken (torpedobåd, 1911-1937)
- P500 Flyvefisken (torpedobåd, 1954-1974)
- Flyvefisken (minerydningsfartøj, 1989-2008)